# Liste der ehemaligen deutschen Kolonien
Die ist eine Liste der ehemaligen deutschen Kolonien, die sich im Besitz deutscher Staaten befanden:

## Heiliges Römisches Reich und Deutscher Bund

### Brandenburg-Preußen
- Groß Friedrichsburg (in Ghana), 1683–1717
- Arguin (in Mauretanien), 1685–1721
- St. Thomas (Amerikanische Jungferninseln), 1685–1720
- Krabbeninsel (Puerto Rico), 1689–1693
- Whydah (in Benin), um 1700

### Herzogtum Kurland
- Kurland Gambia 1651–1660, 1660–1661
  - Handelsstation der Kurländer:  St. Andrew’s Island (heute: Kunta Kinteh Island), ehem. Fort Jakob
  - Handelsstation der Kurländer:  Juffure, ehem. Fort Bayona
  - Handelsstation der Kurländer:  St. Mary’s Island, ehem. Fort Jillifree
- Neukurland (auf Tobago) 1642–1650, 1654–1659, 1660–1666

### Augsburger Kaufmannsfamilie Welser
- Klein-Venedig (in Venezuela), 1528–1545

### Grafschaft Hanau
- Hanauisch-Indien, Geplant 1669, aufgegeben 1672

### Haus Anhalt
- Askania Nova, 1828–1856

## Deutsches Reich

### Afrika
- Kionga-Dreieck, 1894–1916
- Deutsch-Südwestafrika, 1884–1915

Deutsche Kolonien in Afrika, 1914

- Deutsche Kolonien in Westafrika, 1884–1915
  - Togo, 1884–1916
  - Kamerun, 1884–1916
  - Kapitaï und Koba, 1884–1885
  - Mahinland, März 1885 – Oktober 1885
- Deutsch-Ostafrika, 1885–1918
- Sultanat Witu, 1885–1890
- Somaliküste, 1885–1888
- Deutsche Kongo-Expeditionen, 1884–1885
- Deutsch Katanga, 1886
- Protektorat Gwandu , 1895–1897
- Protektorat Gulmu, 1895–1897

### China
- Kiautschou, 1898–1914
- Tientsin, 1895–1917
- Hankou, 1895–1917
- Yantai, 1901–1914
- Kaiserliche Gesandtschaft in Peking, 1900–1917

### Pazifik
- Deutsch-Neuguinea, 1884–1919
  - Kaiser-Wilhelms-Land, 1885–1914
  - Bismarck-Archipel, 1885–1914

Karte der deutschen Kolonien im Pazifik, 1914. Braun, Deutsch-Neuguinea; Orange, Nördliche Salomoninseln; Rot, Deutsch-Samoa; Gelb, Andere Gebiete in der Südsee

  - Nördliche Salomoninseln, 1885–1914
    - Bougainville, 1885–1914
    - Buka, 1885–1914
    - Choiseul, 1885–1900
    - Shortland-Inseln, 1885–1900
    - Santa Isabel, 1885–1900

  - Nauru, 1906–1914
  - Nördliche Marianen, 1899–1914
  - Karolinen, 1899–1914
  - Palau, 1899–1914
  - Marshallinseln, 1906–1914
- Deutsch-Samoa, 1900–1914
- Protektorat Marshallinseln, 1885–1906
  - Nauru, 1888–1906